# NGC 5449
NGC 5449 je dio galaktike M101 u zviježđu Velikom medvjedu. U fotografskim istraživanjima koje je sprovela zvjezdarnica Palomar 1958. zabilježen je u skupini pod brojem 1409.

## Vanjske poveznice
- (engl.) SEDS: NGC 5449
- (engl.) Revidirani Novi opći katalog
- (engl.) Izvangalaktička baza podataka NASA-e i IPAC-a
- (engl.) Astronomska baza podataka SIMBAD
- (engl.) VizieR
- DSS-ova slika NGC 5449  Arhivirana inačica izvorne stranice od 9. ožujka 2016. (Wayback Machine)